# Pestalosphaeria leucospermi
Pestalosphaeria leucospermi är en svampart som beskrevs av Samuels, E. Müll. & Petrini 1987. Pestalosphaeria leucospermi ingår i släktet Pestalosphaeria och familjen Amphisphaeriaceae.   Inga underarter finns listade i Catalogue of Life.